# Kahuna (Spiel)
Kahuna ist ein Strategie-Brettspiel mit einer Zufalls-/Glückskomponente von Günter Cornett. Das Spiel erschien im Jahr 1997 in Cornetts Bambus Verlag als Arabana-Ikibiti. Eine US-amerikanische Version dieses Spiels brachte Funagain Anfang 1998 heraus. Ende 1998 wurde das Spiel als Kahuna beim Kosmos-Verlag veröffentlicht. Diese Version von Kosmos wurde mittlerweile in mehrere Sprachen übersetzt.
Kahuna wurde im Jahr 1999 in die Auswahlliste zum Spiel des Jahres aufgenommen und erhielt den Super As d’Or 2000.

## Handlung
Zwei Priester unterschiedlicher Voodoo-Religionen wollen die Mehrheit eines Inselreichs für sich entscheiden. Diese Inseln liegen in unmittelbarer Nähe zueinander und werden durch viele Brücken untereinander verbunden. Die Priester besetzen eine Insel, wenn sie die Mehrheit der Brücken von oder zu dieser Insel besetzt haben. Wird eine Insel erobert, werden alle gegnerischen Brücken entfernt. Dadurch ergeben sich schnell tiefgreifende Veränderungen in den Mehrheitsverhältnissen, die sich auch auf die Machtverhältnisse auf weiteren Inseln auswirken können.
Das Zufallselement bilden hierbei die Brücken, die anhand von Spielkarten mit dem Inselnamen (steht für eine Brücke zu oder von dieser Insel) verteilt werden. In einem Zug dürfen beliebig viele Karten ausgespielt, aber nur eine aufgenommen werden. Man darf nur eine begrenzte Anzahl Karten auf der Hand halten. Die Kartenaufnahme erfolgt über drei offene und eine verdeckte Karte, aus denen man sich eine auswählt.

## Wertung und Spielende
Nachdem alle Inselkarten ausgespielt wurden, erfolgt die erste Wertung, wobei der Spieler mit der Mehrheit der Inseln einen Punkt erhält. Die Karten werden für eine zweite Runde gemischt, und diese wird anschließend mit zwei Punkten gewertet. In der dritten Runde werden die Inseln einzeln gewertet.

## Regelabweichungen
Die Schlussphase des Spiels ist geprägt davon, die Kontrolle über die Brücken des Gegners zu gewinnen und durch eigene zu ersetzen. Dies erfordert viele Insel-Karten. Die Spielregeln besagen jedoch, dass ein Spieler jeweils maximal fünf Karten in der Hand halten darf. Zieht er eine sechste Karte, muss er eine Handkarte ablegen. Um diesem Problem zu begegnen, kann die Regel wie folgt abgeändert werden: In der ersten Runde dürfen maximal fünf Karten verwendet werden. In der zweiten Runde sechs und in der letzten Runde sieben Karten.

## Strategie
Kahuna ist ein Strategiespiel; somit kann der Spieler seine Siegchance durch eine optimierte Strategie erheblich verbessern. Ein wichtiger Hinweis ist, welche Karte der Gegner aufnimmt und die eigene Taktik darauf abzustimmen. Zudem ist es hilfreich zu analysieren, wo der Gegner seine Schwachpunkte hat (welche Inseln können leicht zu Fall gebracht werden) und gezielt die entsprechenden Karten aufnehmen.

## Varianten
- 2002 erschien beim Bambus-Verlag ein ähnliches Spiel für 2 bis 4 Spieler als Kanaloa. Dieses Spiel wurde für den Gamers Choice Award 2002 nominiert.
- 2002 erschien beim Bambus-Verlag eine Mehrspielervariante von Kahuna für 3 bis 4 Spieler als Arabana-Opodopo.
- Tilsit Éditions verlegte 2003 dann Arabana-Opodopo als Version für 2 bis 4 Spieler ebenfalls unter dem Titel Kanaloa
- Auf der Internet-Plattform Yucata wird eine Online-Version des Spiels zur Verfügung gestellt, die im Browser gespielt werden kann.[1]